# Japandemonium: Raw Like Sushi 3
Albums de Mr. Big
Bump Ahead
(1993) Hey Man
(1996)
Japandemonium: Raw Like Sushi 3 est le quatrième album live du groupe Mr. Big. L'album a été enregistré à Tokyo, lors du concert au Koseinenkin Hall, à Tokyo, le 29 octobre 1993.

## Liste des titres
1. Colorado Bulldog – 4:40
2. Price You Gotta Pay – 4:18
3. Temperamental – 5:26
4. Green-Tinted Sixties Mind – 3:36
5. Wind Me Up – 4:33
6. Wild World – 3:41
7. Paul's Solo – 6:37
8. Nothing But Love – 4:03
9. Billy's Solo – 6:03
10. To Be with You – 4:14
11. Promise Her the Moon – 4:08
12. Mr. Big – 4:28
13. Seven Impossible Days – 2:40
14. I've Learned My Lesson – 3:53

La piste 6 est une reprise de Cat Stevens tiré de l'album Tea for the Tillerman.
La piste 12 est une reprise de Free tiré de l'album Fire and Water.

## Membres et production
- Eric Martin – Chant
- Paul Gilbert – Guitare
- Billy Sheehan – Basse
- Pat Torpey – Batterie
- Kevin Elson - Ingénieur et mixeur
- Tom Size - Mixeur